# HMS Bristol (1910)
Pour les autres navires du même nom, voir HMS Bristol.
Le HMS Bristol (cinquième du nom) est un croiseur léger britannique de la classe Town lancé le 23 février 1910 au chantier naval de Clydebank et achevé le 17 décembre de la même année.

## Service
Au déclenchement de la Première Guerre mondiale en 1914, le navire est dans les Antilles et devient le premier navire britannique du conflit à ouvrir le feu en engageant, le 6 août, le croiseur léger allemand SMS Karlsruhe. Ce dernier profite toutefois de sa vitesse supérieure à celle de son adversaire pour s'échapper.
Au début de décembre 1914, le Bristol fait partie de l'escadre anglaise de l'amiral Sturdee chargée de poursuivre le vice-amiral allemand Maximilian von Spee et de venger la défaite de Coronel. Dans la matinée du 8 décembre, il fait le plein de charbon dans la base de Port Stanley. Pour cette raison, il arrive deux heures après le début de la bataille des Falklands qui oppose le reste de l'escadre britannique aux navires allemands, et ne prend pas part à l'action principale. Il participe néanmoins à la poursuite du SMS Dresden.
Le Bristol opère ensuite en Méditerranée. En 1916, il rejoint l'escadre d'Adriatique et combat au sein de cette dernière dans la bataille du détroit d'Otrante contre une flotte de croiseurs autrichiens. À la fin de la guerre, il patrouille au large des côtes d'Amérique du Sud.
Le Bristol est vendu pour démolition le 9 mai 1921.